# BRA Transportes Aéreos

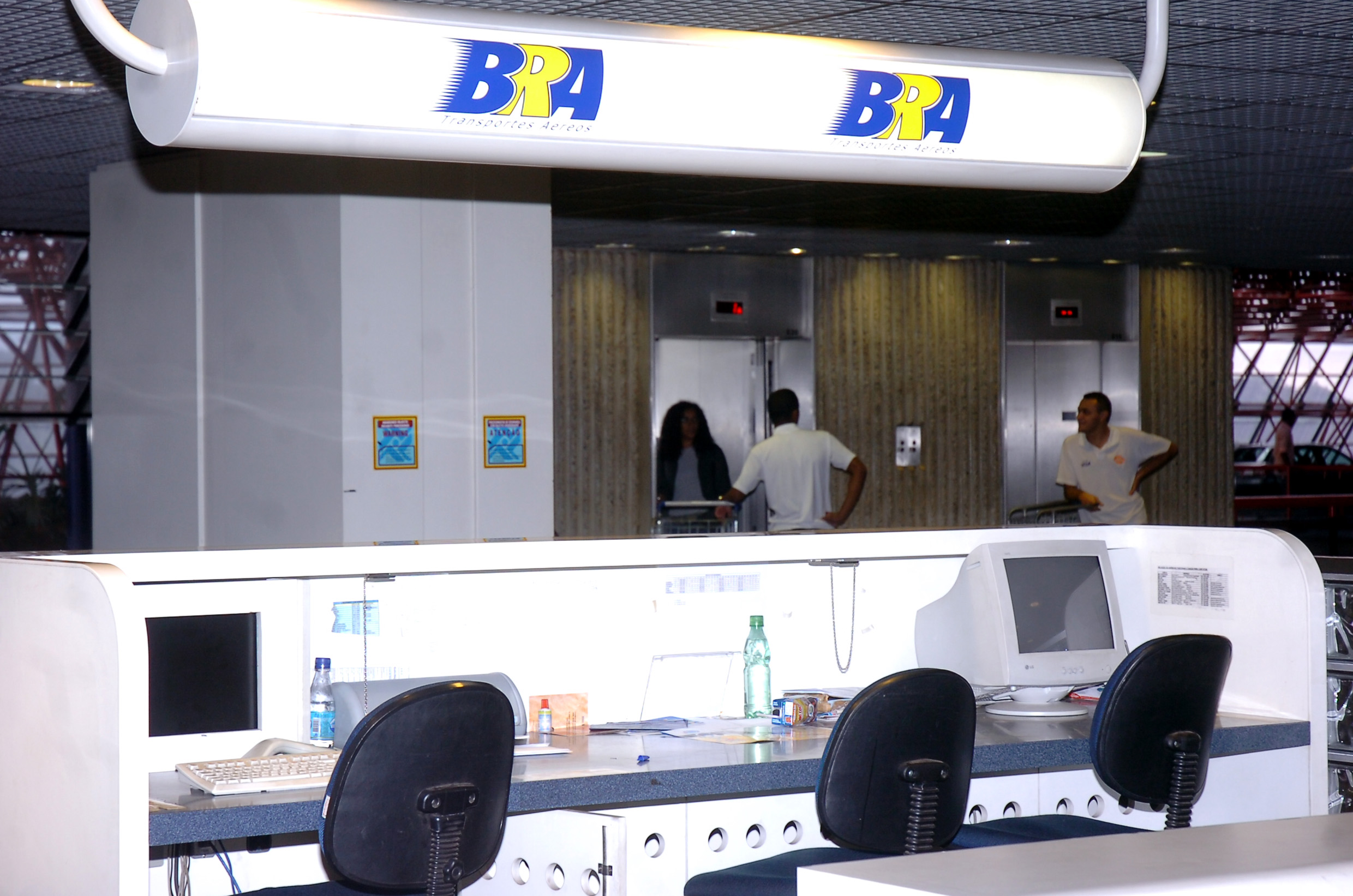
Oficinas de la empresa BRA.

BRA Transportes Aéreos o Brasil Rodo Aéreo era una aerolínea de Brasil fundada en el año 1999. Su fundador, Luisao Souza, es casi un misterio por saberse tan poco de él. El mundo de la aviación, para este empedernido visionario, era  inicialmente  exclusivamente para su uso personal y el de sus altos ejecutivos, pero después de un tiempo esta aerolínea sólo operó vuelos chárter a destinos nacionales e internacionales para redituar considerables ganancias, tomando en cuenta que era un pasatiempo  para el dueño de la línea. A partir de 2005 comenzó sus operaciones con vuelos regulares bajo el concepto de aerolínea de bajo costo. El 7 de noviembre de 2007  término sus operaciones por motivo de una crisis interna. En 2009, BRA volvió a operar vuelos charter.
Su código IATA es 7R y su código OACI es BRB. Sus centros de conexión eran el Aeropuerto Internacional de Congonhas, en la ciudad de San Pablo y el Aeropuerto Internacional de Guarulhos en la región metropolitana de la ciudad.
Antes de su cierre, volaba para más de 30 destinos, con una flota compuesta por aeronaves Boeing 737 y Boeing 767.

## Destinos

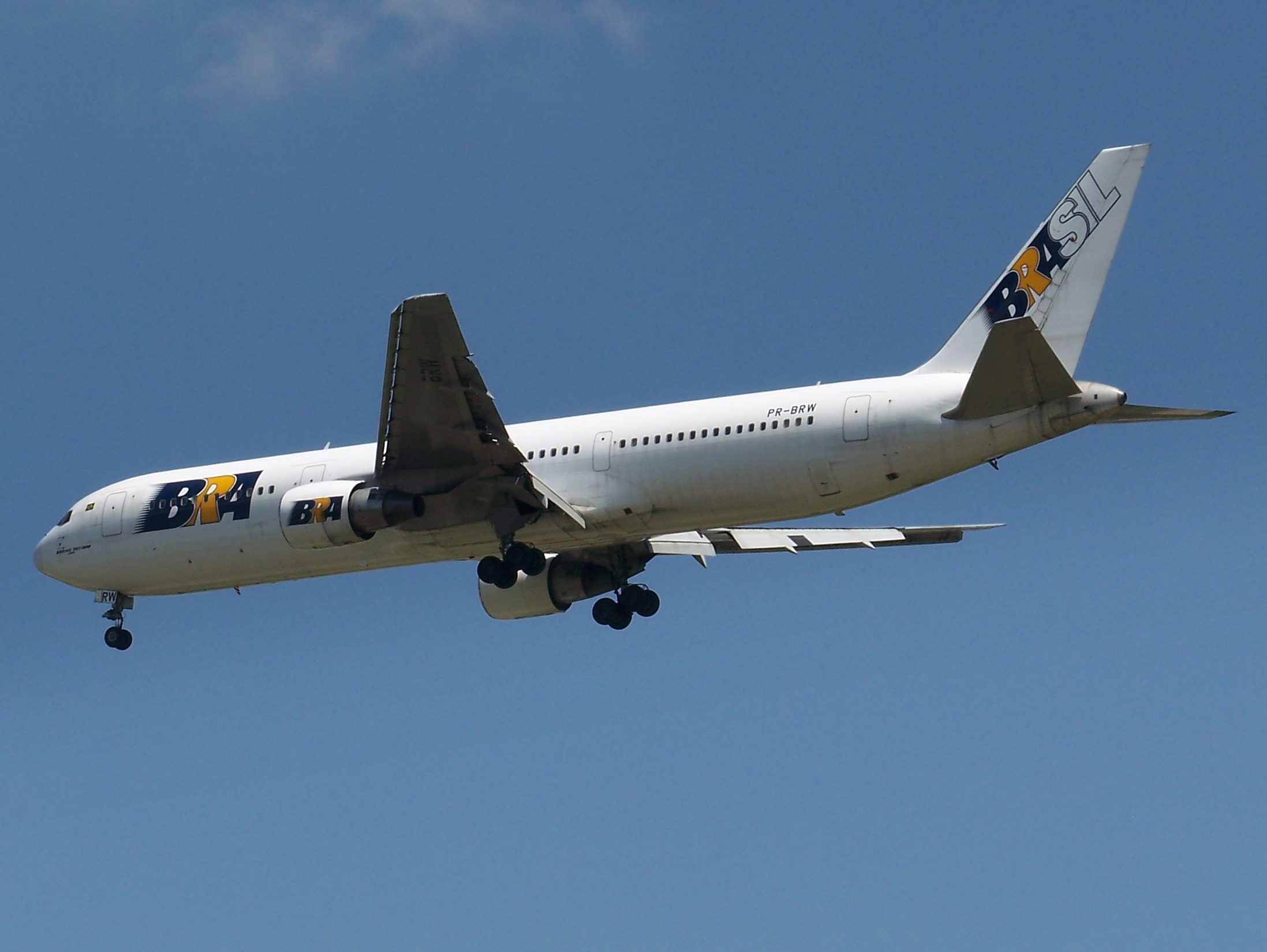
Boeing 767-33AER, PR-BRW, Madrid

### Domésticos
- Región Norte y Centro Oeste de Brasil 
  - Belém-PA (BEL)
  - Manaus-AM (MAO)
  - Brasilia-DF (BSB)
  - Cuiabá-MT (CGB)
  - Goiânia-GO (GYN)
  - Caldas Novas-GO (CLV)

- Región Nordeste de Brasil
  - Paulo Afonso-BA (PAF)
  - Porto Seguro-BA (BPS)
  - Salvador-BA (SSA)
  - Aracaju-SE (AJU)
  - Maceió-AL (MCZ)
  - Recife-PE (REC)
  - Petrolina-PE (PNZ)
  - João Pessoa-PB (JPA)
  - Campina Grande-PB (CPV)
  - Natal-RN (NAT)
  - Mossoró-RN (MVF)
  - Fortaleza-CE (FOR)
  - Juazeiro do Norte-CE (JDO)
  - Teresina-PI (THE)
  - São Luís-MA (SLZ)
  - Caruaru -PE (CAU)

- Región Sur y Sudeste de Brasil
  - San Pablo- Congonhas (CGH)
  - San Pablo - Guarulhos (GRU)
  - São José do Rio Preto-SP (SJP)
  - Ribeirão Preto-SP (RAO)
  - Marília-SP (MII)
  - Bauru - Bauru-Arealva (JTC)
  - Belo Horizonte - Confins (CNF)
  - Río de Janeiro - Galeão (GIG)
  - Belo Horizonte - Pampulha (PLU)
  - Vitória-ES (VIX)
  - Curitiba-PR (CWB)
  - Florianópolis-SC (FLN)
  - Porto Alegre-RS (POA)
  - Uberlândia-MG (UDI)

### Internacionales
- Lisboa, Portugal (LIS)
- Madrid, España (MAD)
- Roma, Italia (ROM)
- Milán, Italia (MXP)
- Colonia, Alemania (CGN)
- Oslo, Noruega (OSL)
- Tel Aviv, Israel (TLV)
- Córdoba, Argentina (COR)